# Landtagswahl in Oberösterreich 1945
- SPÖ: 18
- ÖVP: 30

Die Landtagswahl in Oberösterreich 1945 fand am 25. November 1945 statt.
Die Österreichische Volkspartei erreichte mit 59,1 Prozent der Stimmen und 30 von insgesamt 48 Mandaten eine klare absolute Mehrheit. Neben der ÖVP zog nur noch die Sozialistische Partei Österreichs mit 38,3 Prozent und 18 Mandaten in den Landtag ein. Die Kommunistische Partei Österreichs (KPÖ) verfehlte mit 2,6 Prozent den Einzug.

## Wahlergebnis
| Wahlberechtigte                         | 516.845 | 516.845 | 516.845 |
| Wahlbeteiligung                         | 92,20 % | 92,20 % | 92,20 % |
|                                         | Stimmen | %       | Mand.   |
| Abgegebene Stimmen                      | 476.513 |         |         |
| Ungültig                                | 5.566   | 1,17 %  |         |
| Gültig                                  | 470.947 | 98,83 % |         |
| Partei                                  |         |         |         |
| Partei                                  | Stimmen | Prozent | Mandate |
| Österreichische Volkspartei (ÖVP)       | 278.075 | 59,1 %  | 30      |
| Sozialistische Partei Österreichs (SPÖ) | 180.454 | 38,3 %  | 18      |
| Kommunistische Partei Österreichs (KPÖ) | 12.418  | 2,64 %  | —       |
| Gesamt                                  | 470.947 | 100 %   | 48      |